# Sesamia incerta
Sesamia incerta är en fjärilsart som beskrevs av Walker 1856. Sesamia incerta ingår i släktet Sesamia och familjen nattflyn. Inga underarter finns listade i Catalogue of Life.